# Sex Packets
Albums de Digital Underground
This Is an EP Release
(1991)
Singles
1. Doowutchyalike
Sortie : 1989
2. The Humpty Dance (en)
Sortie : 1990

Sex Packets est le premier album studio de Digital Underground, sorti le 26 mars 1990.
Le titre The Humpty Dance a atteint la 1re place du Hot Rap Singles, la 7e du Hot R&B/Hip-Hop Songs et la 11e du Billboard Hot 100. L'album, quant à lui, s'est classé 8e au Top R&B/Hip-Hop Albums et 24e au Billboard 200 et a été certifié disque de platine le 18 septembre 1990 par la Recording Industry Association of America (RIAA).
Album à thème imprégné de sexualité virtuelle et d'humour, il est considéré comme un classique du hip-hop conceptuel.
En 1998, le magazine The Source l'a inclus dans sa liste des « 100 meilleurs albums de rap de tous les temps ». Il fait également partie des 1001 albums qu'il faut avoir écoutés dans sa vie.

## Liste des titres
| No  | Titre                    | Auteur | Contient un (des) sample(s) de | Durée |
| --- | ------------------------ | --- | --- | ----- |
| 1.  | The Humpty Dance         | Earl Humphrey, Greg Jacobs                                                                                       | Let's Play House de Parliament Humpty Dump des Vibrettes Sing a Simple Song de Sly & the Family Stone Theme From the Black Hole de Parliament Doowutchyalike de Digital Underground | 6:30  |
| 2.  | The Way We Swing         | Jimi Hendrix, Greg Jacobs, R. Blowfish                                                                           | Who Knows de Jimi Hendrix | 6:48  |
| 3.  | Rhymin' on the Funk      | Ronald R. Brooks, George Clinton, Bootsy Collins, David Elliot, Greg Jacobs, Bernie Worrell                      | Flash Light de Parliament | 6:16  |
| 4.  | The New Jazz (One)       | Greg Jacobs | Beats to the Rhyme de Run–D.M.C. | 0:37  |
| 5.  | Underwater Rimes (Remix) | Greg Jacobs, R. Blowfish                                                                                         | Chameleon d'Herbie Hancock Aqua Boogie (A Psychoalphadiscobetabioaquadoloop) de Parliament Paul Revere des Beastie Boys | 4:23  |
| 6.  | Gutfest '89 (Edit)       | Greg Jacobs, Money-B                                                                                             | Theme From the Planets de Dexter Wansel What'd I Say de Ray Charles Shaft in Africa de Johnny Pate | 5:50  |
| 7.  | The Danger Zone          | Kenny K, Shock-G                                                                                                 | Flash Light de Parliament Bootzilla du Bootsy's Rubber Band You're a Customer d'EPMD | 5:31  |
| 8.  | Freaks of the Industry   | Pete Bellotte, Ron Brooks, Greg Jacobs, Money-B, Donna Summer                                                    | Love to Love You Baby de Donna Summer Love Hangover de Diana Ross | 5:38  |
| 9.  | Doowutchyalike           | George Clinton, Bootsy Collins, David Elliot, Herbert Ivey, Greg Jacobs, Terence Raymon Woodford, Bernie Worrell | Flash Light de Parliament I Get Lifted de KC & the Sunshine Band featuring George McCrae Sexuality de Prince Bounce, Rock, Skate, Roll de Vaughan Mason & Crew Agony of Defeet de Parliament All Your Goodies Are Gone de Parliament Keep Risin' to the Top de Doug E. Fresh Atomic Dog de George Clinton Good Times de Chic Bite It d'UTFO I Know You Got Soul d'Eric B. & Rakim | 8:51  |
| 10. | Packet Prelude           | Greg Jacobs | | 0:57  |
| 11. | Sex Packets              | Earl Cook, Edmund Vance Cook, Greg Jacobs                                                                        | She's Always in My Hair de Prince Dr. Funkenstein (Live) de Parliament (1977) | 7:21  |
| 12. | Street Scene             | Greg Jacobs | | 0:33  |
| 13. | Packet Man               | George Clinton, Bootsy Collins, Glen Goins, Eddie Humphrey, Greg Jacob                                           | Four Play de Fred Wesley and The Horny Horns | 4:41  |
| 14. | Packet Reprise           | Earl Cook, Greg Jacobs                                                                                           | | 1:23  |